# UULA
UULA（ウーラ）とは、エイベックスとソフトバンク（現・ソフトバンクグループ）が共同で展開していたスマートフォン向けの音楽・映像定額配信サービスを軸とした同名のエンタテインメント総合サービスである。2社の合弁会社である株式会社UULAが運営していた。2013年2月14日サービス開始。2017年3月末をもってサービスを終了した。

## 概要
エイベックスの同種の企業としてはNTTドコモとの合弁会社であるエイベックス通信放送があり、同社の運営するBeeTVが好調に推移していることから、ソフトバンクとも同種の合弁企業を設立して事業を行うことで両グループが2012年8月9日に合意した。2012年10月5日にこの合弁会社の詳細が明らかになり、2012年10月9日のソフトバンクモバイル（現・ソフトバンク）2013年冬春モデル発表時に2012年12月からのサービス開始予定を発表した。サービス開始は遅延し、実際は2013年2月14日に開始した。
対象はSoftBank スマートフォン（SoftBank Xシリーズは不可）、iPhone・iPad、SoftBank SmartTVとなっている。
月額料金は504円（税込）。2013年2月のサービス開始時には6万タイトル以上、2014年12月時点では9.5万タイトルを提供していた。
「UULA」の名はエイベックス・グループ代表・松浦勝人の「浦」に由来する。
2016年3月、エイベックス・グループ・ホールディングスの100%子会社になった。
2017年3月末をもってサービスが終了。法人格もエイベックス・デジタルに吸収合併され解散した。

## 会員数
- 2013年4月末 - 28.1万人[12]
- 2013年7月末 - 53万人[13]
- 2013年10月末 - 69万人[13]
- 2014年1月末 - 95万人[13]
- 2014年4月末 - 111万人[13]
- 2014年7月末 - 108万人[13]
- 2014年10月末 - 114万人[13]
- 2015年1月末 - 141万人[14]
- 2015年4月末 - 157万人[14]
- 2015年7月末 - 136万人[10]
- 2015年10月末 - 124万人[10]
- 2016年1月末 - 104万人[10]
- 2016年4月末 - 88万人[10]
- 2016年7月末 -  75万人[15]
- 2016年10月末 - 62万人[15]